# Квалификације за Светско првенство у ватерполу 2011 — УАНА
Амерички ватерполо турнир (УАНА) је одржан у Викторији, у Канади од 9. до 13. јануара 2011. Прве две екипе су се пласирале на Светско првенство 2011. у Шангају.

### Учесници
| Северна Америка | Јужна Америка      |
| --------------- | ------------------ |
| Канада · Куба*  | Бразил · Аргентина |

- Куба се није такмичила

### Групна фаза
| 9. јануар 2011. | Бразил                                       | 13 : 8 | Аргентина | Викторија |
| 9. јануар 2011. | Резултати по четвртинама: 2:4, 6:1, 3:1, 2:2 |        |           | Викторија |

| 10. јануар 2011. | Канада                                       | 13 : 4 | Аргентина | Викторија |
| 10. јануар 2011. | Резултати по четвртинама: 2:0, 4:1, 4:1, 3:2 |        |           | Викторија |

| 11. јануар 2011. | Бразил                                       | 9 : 15 | Канада | Викторија |
| 11. јануар 2011. | Резултати по четвртинама: 2:3, 2:5, 2:3, 3:4 |        |        | Викторија |

| Екипа        | И | Д | Н | ИЗ | ГД | ГП | ГР  | Бод |
| ------------ | - | - | - | -- | -- | -- | --- | --- |
| 1. Канада    | 2 | 2 | 0 | 0  | 28 | 13 | +15 | 4   |
| 2. Бразил    | 2 | 1 | 0 | 1  | 22 | 23 | -1  | 2   |
| 3. Аргентина | 2 | 0 | 0 | 2  | 12 | 26 | −14 | 0   |

### Полуфинале
| 12. јануар 2011. 17:30 | Бразил                                       | 6 : 5 | Аргентина | Викторија |
| 12. јануар 2011. 17:30 | Резултати по четвртинама: 1:3, 3:1, 1:0, 1:1 |       |           | Викторија |

### Финале
| 13. јануар 2011. | Канада                                                            | 9 {13) : 9 {10) | Бразил | Викторија |
| 13. јануар 2011. | Резултати по четвртинама: 1:3, 6:2, 2:2, 0:2 Продужетак: 0:0, 4:1 |                 |        | Викторија |

## Коначан пласман
| Пласман | Екипа     |
| ------- | --------- |
|         | Канада    |
|         | Бразил    |
|         | Аргентина |

## Унутрашње везе
Светско првенство у ватерполу за мушкарце 2011.